# Radio Volga
Radio Volga (en ruso: Радио Волга, en alemán: Radio Wolga) era una estación de radio para las fuerzas armadas soviéticas estacionadas en la antigua Alemania Oriental y Checoslovaquia, transmitiendo principalmente en ruso. Su sede estaba en Potsdam.
Además de los programas para los soldados soviéticos estacionados en la RDA, Radio Volga también transmitió programas en alemán de Radio Moscú.
El canal principal de la Televisión Central Soviética, TSS-1, también se retransmitió en Alemania Oriental vía satélite.
Con la partida de las tropas rusas de Alemania, Radio Volga dejó de transmitir en junio de 1994.